# Federação de Andebol de Portugal
Die Federação Portuguesa de Andebol (FPA, port. für: Portugiesische Handball-Föderation) ist der Dachverband für Handball in Portugal. Die FPA hat ihren Sitz in Lissabon. Sie war Mitveranstalterin der Handball-Europameisterschaft der Männer 1994 und der Handball-Weltmeisterschaft der Männer 2003 in Portugal.

## Geschichte
Nachdem der deutschstämmige Armando Tschopp im November 1929 die Handballregeln in der portugiesischen Sportzeitung Sports veröffentlichte, wurde Handball in Portugal einer breiteren Öffentlichkeit bekannt. Das erste offizielle Handballspiel fand am 31. Januar 1931 in Porto statt. Noch 1931 wurde der erste Handballverband in Lissabon gegründet, dem 1932 der Verband von Porto folgte. 1932 wurden erstmals Meisterschaften in Lissabon und Porto ausgespielt, und 1934 trat erstmals eine Auswahl aus Porto gegen eine Lissabonner Auswahl an. Bis hierher wurde Handball nur als Feldhandball gespielt, in Portugal nach seiner Mannschaftsstärke auch 11er-Handball genannt.
Auf Initiative der Handballverbände von Porto, Lissabon und Coimbra wurde 1939 die FPA gegründet. 1946 war sie Gründungsmitglied der Internationalen Handballföderation. Zwischen 1938 und 1975 wurde die Feldhandballmeisterschaft ausgetragen. Ab 1949 wurde in Portugal verstärkt die heutige Form des Handballs mit siebenköpfiger Mannschaft gespielt. Feldhandball wurde in der Folge immer seltener praktiziert und ist inzwischen in Portugal wie auch international gleichermaßen Geschichte.
Heute spielen zehntausende Menschen Handball in Kontinentalportugal, Madeira und den Azoren. In Portugal ist Handball der von Frauen meistpraktizierte Sport.
Portugal mit der FPA war Gastgeber der Handball-Europameisterschaft der Männer 1994. Die eigene Auswahl schloss das Turnier punktelos ab, doch wuchs die Popularität langsam weiter. 2003 war die FPA Mitveranstalter der Handball-Weltmeisterschaft der Männer in Portugal. Die portugiesische Männer-Handballnationalmannschaft kam am Ende auf den 12. Platz.
Die FPA verzeichnete danach weiter leicht zunehmendes Interesse am Handball im Land. Die Nationalmannschaft konnte bisher indes keine größeren Erfolge vorweisen. Jedoch erreichten portugiesische Vereine mehrmals das Finale im EHF Challenge Cup, den Sporting Lissabon 2010 gewinnen konnte.

## Organisation
Die FPA ist Gründungsmitglied des Welthandballverbandes IHF und der Europäischen Handballföderation EHF. Sie ist zudem Mitglied im Dachverband Confederação do Desporto de Portugal und beim Comité Olímpico de Portugal, dem Nationalen Olympischen Komitee Portugals.

### Mitglieder
40.454 Einzelmitglieder zählte der Verband 2012, dazu kommen eine Vielzahl Sportvereine.
In der FPA sind die Handballverbände der portugiesischen Distrikte und der Autonome Regionen Azoren und Madeira organisiert. Aktuell (2013) existieren 23 Distriktverbände:
- Associação de Andebol do Algarve (Algarve)
- Associação de Andebol de Aveiro (Aveiro)
- Associação de Andebol da Ilha do Faial (Azoren)
- Associação de Andebol da Ilha de Santa Maria (Azoren)
- Associação de Andebol da Ilha de S. Miguel (Azoren)
- Associação de Andebol da Ilha Terceira (Azoren)
- Associação de Andebol de Beja (Beja)
- Associação de Andebol de Braga (Braga)
- Associação de Andebol de Bragança (Bragança)
- Associação de Andebol de Castelo Branco (Castelo Branco)
- Associação de Andebol de Coimbra (Coimbra)
- Associação de Andebol de Évora (Évora)
- Associação de Andebol da Guarda (Guarda)
- Associação de Andebol de Leiria (Leiria)
- Associação de Andebol de Lisboa (Lissabon)
- Associação de Andebol da Madeira (Madeira)
- Associação de Andebol de Portalegre (Portalegre)
- Associação de Andebol do Porto (Porto)
- Associação de Andebol de Santarém (Santarém)
- Associação de Andebol de Setúbal (Setúbal)
- Associação de Andebol de Viana do Castelo (Viana do Castelo)
- Associação de Andebol de Vila Real (Vila Real)
- Associação de Andebol de Viseu (Viseu)

### Organe
Präsident ist Ulisses Manuel Brandão Pereira. Neben dem Präsidium und der Generalversammlung verfügt die FPA über fünf weitere Organe:
- Conselho Fiscal (dt.: Aufsichtsrat oder auch Kontrollrat)
- Conselho de Justiça (dt.: Gerichtsrat)
- Conselho de Arbitragem (dt.: Schlichtungsrat)
- Conselho Disciplinar (dt.: Disziplinarrat)
- Concelho Técnico (dt.: technischer oder auch sportlicher Rat)

## Wettbewerbe und Aktivitäten
Die FPA betreibt über ihre in Porto ansässige Liga Portuguesa de Andebol (LPA) eine Erste Handballliga der Männer (Campeonato Português de Andebol Masculino, Primeira Divisão) mit zwölf Mannschaften. Darunter folgt eine zweigleisige (Zona Norte und Zona Sul) zweite Liga mit je 14 Mannschaften, und eine mehrgleisige dritte Liga, oberhalb der Ligabetriebe der Distriktverbände. Im Frauenhandball sind es zwei Ligen, neben der ersten Liga mit 12 Vereinen eine mehrgleisige zweite Liga. Dazu kommen Jugendligen und Pokalwettbewerbe, insbesondere die Supertaça sowohl der Männer, als auch der Frauen. Rekordmeister der ersten Handballliga ist bei den Männern der FC Porto mit 41 Titeln, gefolgt vom Académico Basket Clube aus Braga mit 35 Titeln.
Die FPA organisiert zudem die Beteiligung der portugiesischen Handballnationalmannschaften an internationalen Wettbewerben, insbesondere den Olympiaden, Welt-, Europa- und Mittelmeer-Meisterschaften.
Weitere Aktivitäten sind u. a. Handballwettbewerbe für Behinderte, die Ausbildung von Schiedsrichtern, die Fortbildung von Trainern, und die Durchführung von Werbemaßnahmen für den Handballsport in Portugal.

## Kennzahlen
In der FPA-Bilanz des Jahres 2012 standen den Gesamtausgaben von 5.005.084 € Einnahmen von insgesamt 5.029.959 € gegenüber. Nach Abzug aller Steuern und Abgaben verblieb ein Reingewinn von 13.124 €.
Die bedeutendste Einnahmequelle sind mit 50,54 % staatliche Zuwendungen, die dabei von der öffentlichen Hand im Zeichen der anhaltenden Eurokrise zuvor um 17 % reduziert wurden. Der größte Ausgabeposten sind mit 50,69 % die direkten sportlichen Aufwendungen der FPA.
Im Jahr 2012 hatte die FPA 40.454 eingetragene Mitglieder, von denen 18.138 aktiv in Wettbewerben des Verbandes organisiert spielten.